# Villeneuve-les-Bordes
Villeneuve-les-Bordes is een gemeente in het Franse departement Seine-et-Marne (regio Île-de-France) en telt 563 inwoners (2004). De plaats maakt deel uit van het arrondissement Provins.

## Geografie
De oppervlakte van Villeneuve-les-Bordes bedraagt 20,4 km², de bevolkingsdichtheid is 27,6 inwoners per km².
De onderstaande kaart toont de ligging van Villeneuve-les-Bordes met de belangrijkste infrastructuur en aangrenzende gemeenten.

## Demografie
Onderstaande figuur toont het verloop van het inwonertal (bron: INSEE-tellingen).